# 마이클 파크허스트
마이클 파크허스트(Michael Finlay Parkhurst, 1984년 1월 24일 ~ )는 미국의 전 축구 선수로, 포지션은 수비수이다.
로드아일랜드주 프로비던스 출생이며, 플로리다에 위치한 브레이든턴 축구학교에서 축구에 입문한 이후 2002년부터 2004년 사이에 웨이크포레스트 대학교 축구팀에서 활약했다.
2008년 베이징 올림픽에 출전 일본을 1-0으로 이기고 네덜란드와 2-2로 비기는 등 선전했으나 나이지리아에 1-2로 패배 조별 예선에서 탈락했다.
이후 위르겐 클린스만 감독에 의해 대표팀에 재차 발탁되어 2014년 FIFA 월드컵 본선 진출에 일조하였다.